# Blestjasjtjie
Blestjasjtjie (ryska: Блестящие) är en rysk popgrupp grundad 1994, bestående av tre eller fyra sångerskor, som bytts ut över tiden. De har spelat in nio album (1996–2008), gjort flera musikvideor där de själva agerar och dansar och turnerat runt Ryssland.
Medlemmarna har varit Olga Orlova (1995–2000, född 1977, skrev sångtexterna som gjorde gruppen känd), Polina Iodis (1995–1998, född 1978), Varvara Koroljova (1995–1997, född 1978), Janna Friske (1997–2003, född 1974), Irina Lukjanova (1997–2003, född 1976), Xenia Novikova (1999–2007, 2011 -, född 1980), Julia Kovaltjuk (2001–februari 2008, född 1982), Anna Semenovitj (2003–mars 2007, född 1980), Nadezjda Rutjka (2004–, född 1981), Anastasia Opisova (mars 2007–, född 1985), Natalja Friske (sommaren 2007–2008, syster till Janna, född 1986), Anna Dubovitskaja (februari 2008–, född 1983), Julianna Lukasjova (juni 2008–november 2009, född 1990), Marina Berezhnaya (november 2009-, född 1990). Nästan hela gruppen byttes ut under 2007 när först Semenovitj och sedan Novikova och Kovaltjuk slutade.
Hiten Восточные сказки (2005, "orientaliska sagor") är en rysk variant av Arash låt Temptation. Den ryska texten anspelar på de fyra sångerskorna som Arash' harem.

## Diskografi
- Там, только там (1996)
- Там, только там (remixes) (1997)
- Просто мечты (1998)
- О любви (2000)
- Белым снегом (2000)
- За четыре моря (2002)
- Апельсиновый рай (2003)
- Восточные сказки (2005), tillsammans med svensk-iranske Arash
- Одноклассники (2008)